# Prvić
Prvić – wyspa w Chorwacji położona na Morzu Adriatyckim. Należy do Archipelagu Szybenickiego. Jej powierzchnia wynosi 2,407 km², a długość linii brzegowej 10,634 km. Nazwa wyspy najprawdopodobniej pochodzi od słowa Prvin, nazwy chorwackiego boga wiosny. Na wyspie są dwie wioski: Prvić Luka i Prvić Šepurine. Na Prviciu nie ma samochodów.